# Julius Caesar (film 1913)
Julius Caesar è un cortometraggio muto del 1913 diretto da Allen Ramsey, basato sul Giulio Cesare di William Shakespeare.

## Produzione
Il film fu prodotto dalla Edison Company. Venne girato con il sistema del Kinetophone (chiamato anche Phonokinetoscope), uno dei primi tentativi di cinema sonoro inventati da Edison e da Dickson per creare un sistema di cinema sonoro già nel 1893, quando fu presentato all'Esposizione Mondiale di Chicago. Nel 1913, Edison presentò un nuovo Kinetophone, che venne utilizzato per girare una serie di film che impiegavano il nuovo procedimento sonoro.

## Distribuzione
Distribuito dalla General Film Company, il film uscì nelle sale cinematografiche degli Stati Uniti il 17 febbraio 1913, presentato nello stesso giorno in prima mondiale a New York.